# Michalis Chatzigiannis
Michalis Chatzigiannis (grekiska: Μιχάλης Χατζηγιάννης), född 5 november 1978 i Nicosia, Cypern, med föräldrar från Kyrenia, är en av de mest välkända sångarna/låtskrivarna i grekisk musikindustri. Han är även musikproducent och kompositör. Han har examen i piano och gitarr från London Academy of Music (Royal College of London) och examen i musikteori från Cyprus Music Academy.
Han började sin framgångsrika karriär i Cypern med tre album som alla sålde platina: "Senario" (1995), "O Michalis Chatzigiannis Tragoudiaa Doro Georgiadi" (1997), och "Epafi" (1998). Hans fjärde album, "Paraxeni Giorti", som släpptes i mars år 2000, sålde dubbelplatina. Hans femte album, "Kryfo Fili", har sålt trippelplatina sedan den släpptes våren 2002. "Akatalili Skini" släpptes 2004, ett livealbum 2006 och albumet "Fili ke ehthri" senare samma åf, sedan ett nytt livealbum, "Zontana Sto Likavitto", 2007.
I maj 1998 representerade han Cypern i Eurovision Song Contest. Han framförde låten "Γένεσις" (Genesis), en egen komposition. Han slutade på elfte plats.
Chatzigiannis har vunnit inte mindre än 40 priser och utmärkelser i Grekland. Vid Arion Music Awards 2007 gick han hem med totalt 8 utmärkelser, bland annat Bästa sångare och pris för Bästa album.
Han har komponerat sånger till artister som Pashalis Terzis och Glykeria.

## Diskografi
- 1995: Senario
- 1997: O Mihalis Hatzigiannis Tragoudia Doro Georgiadi
- 1997: Anonimon Patridon
- 1998: Epafi
- 2000: Paraxeni Giorti
- 2002: Krifo Fili
- 2004: Akatallili Skini
- 2006: Live
- 2006: Filoi Ki Ehthri
- 2007: Zontana Sto Likavitto
- 2010: Michalis